# 팀 맥그로
팀 맥그로(Tim McGraw, 1967년 5월 1일 ~ )는 미국의 가수 및 배우이다.

## 작품 목록
- 오두막
- 죽을것처럼 살아라(Live Like You Were Dying)[1]